# Дмитрівка (Феодосійський район)
Дми́трівка (до 1945 року — Чорно-Кош, раніше Чатмиш, крим. Çatmış) — село Феодосійського району Автономної Республіки Крим. Розташоване на півночі району.